# 서울가산초등학교
서울가산초등학교는 대한민국 서울특별시 금천구 독산동에 있는 공립 초등학교이다.

## 학교 연혁
- 1983년 12월 3일 본교 설립인가
- 1983년 12월 16일 초대 양동석 교장, 김관학 교감 부임
- 1984년 3월 1일 교사 16명 부임
- 1984년 6월 14일 개교식
- 1985년 2월 18일 제1회 졸업식(263명)
- 1996년 3월 1일 서울가산초등학교로 교명 개칭
- 1996년 5월 17일 예절실 개관
- 1996년 11월 1일 도서실 개관
- 1996년 12월 30일 방음벽 공사 준공
- 1997년 5월 21일 급식실 개관
- 2000년 3월 2일 소강당, 상담실, 특별교실 증설
- 2000년 12월 28일 전교 학내망 및 인터넷 설치
- 2001년 2월 13일 컴퓨터실 개관, 도서실 전산화 설치 완료 및 개관
- 2003년 12월 31일 정보화센터 준공
- 2005년 12월 29일 다목적 강당 개관
- 2006년 9월 1일 과학실 현대화 사업 완료
- 2008년 5월 19일 본교 교표 재개정
- 2008년 6월 1일 전교실 냉난방 공사
- 2009년 3월 1일 영어전용교실 설치(선정)
- 2009년 9월 1일 제9대 박종건 교장 취임
- 2010년 9월 1일 제10대 박승선 교장 취임
- 2011년 4월 20일 돌봄교실 개관
- 2012년 2월 24일 꿈마루 쉼터 조성
- 2012년 8월 17일 운동장 스탠드 보수공사 및 학습장 설치
- 2013년 2월 5일 Wee클래스 설치
- 2013년 2월 15일 학교 화장실 리모델링 사업 완료
- 2014년 2월 26일 돌봄 겸용 교실 구축
- 2014년 9월 1일 제11대 한상원 교장 취임
- 2015년 12월 24일 전산실, 돌봄교실 현대화 완료
- 2018년 9월 1일 제 12대 고순임 교장 취임
- 2024년 6월 14일 개교 40주년

## 참고 자료
- 서울가산초등학교 - 한국교육학술정보원 학교알리미